# Société de bandes
En anthropologie, une bande est un type d'organisation sociale humaine qui ne regroupe qu'un nombre réduit de cellules familiales ou de sous-groupes apparentés, organisés sans rigueur excessive à des fins de subsistance ou de sécurité mutuelle.
Les bandes peuvent être intégrées au sein d'une communauté ou tribu majeure. Elles peuvent se regrouper lors de cérémonies occasionnelles ou pour des occasion telles que la chasse ou la guerre. On les trouve généralement dans des zones à faible densité de population, comme les déserts (aborigènes australiens), la tundra (lapons) ou la forêt tropicale (bambuti). En général, elles ne possèdent que des technologies très simples.